# Chamobates vartismithi
Chamobates vartismithi är en kvalsterart som beskrevs av Hull 1916. Chamobates vartismithi ingår i släktet Chamobates och familjen Chamobatidae. Inga underarter finns listade i Catalogue of Life.